# Rjúkjúiak
A rjúkjúiak (琉球民族; rjúkjú minzoku; Hepburn: Ryūkyū minzoku) vagy ucsinaancsu (沖縄人; Hepburn: Uchinaanchu, ’japánul: Okinava csin’) a Rjúkjú-szigetek bennszülött népe. Legnagyobb számban Okinava és Kagosima prefektúrában élnek. Rjúkjúi nyelveket beszélnek, melyek a japán nyelvek családjába tartoznak.
A legutóbbi genetikai és antropológiai tanulmányok szerint a rjúkjúiak nagyfokú rokonságot mutatnak az ainukkal, valamint ősei közé tartoznak a Dzsómon-korban (i.e. 10 000 – i.e. 1000) élt bennszülött emberek, akik Délkelet-Ázsiából érkeztek. Ugyancsak rokonságot találtak a jamatókkal, akik kelet-ázsiai (Kína, Koreai-félsziget) migránscsoportokból álltak.